# Tarancón, el quinto mandamiento
Tarancón, el quinto mandamiento és un telefilm rodat el 2010, dirigit per Antonio Hernández i produït per Televisió Espanyola, Radiotelevisió Valenciana i Nadie es Perfecto amb la col·laboració de l'Institut Valencià de Cinematografia, basat en la vida del cardenal valencià Vicent Enrique i Tarancón (1907-1994), figura clau en la Transició democràtica d'Espanya. Originalment anunciat com una minisèrie de dos capítols, es va estrenar en La 1 el 29 de desembre de 2011.
En 2010 es va publicar una adaptació novel·lada del guió d'Antonio Hernández i Jorge Galeano, amb títol homònim, escrita per Fermín Cabal en l'editorial Temas de Hoy.
El rodatge va començar el 2 de novembre de 2009 en els estudis de la Ciutat de la Llum d'Alacant. També es van rodar escenes a Xest, Madrid, Alcúdia, Galícia, Solsona, Borriana i a València a l'església del Sant Àngel Custodi.